# Benjaman Kyle
Benjaman Kyle (posiblemente nacido el 29 de agosto de 1948) es un hombre estadounidense diagnosticado con amnesia disociativa, el cual tiene pocos recuerdos de su vida antes de 2004, cuando fue encontrado inconsciente en Richmond Hill, Georgia. Es el único ciudadano estadounidense que oficialmente se lo considera como desaparecido a pesar de que se conoce de su paradero. Kyle es de tez blanca y al encontrarlo parecía estar entre los 50 o 60 años de edad. Mide 1.80 m de altura y pesa 240 libras (110 kg). Su cabello es canoso con calvicie de frente y sus ojos de color azul-verdosos. Durante muchos años después de su amnesia estuvo sin hogar y no pudo obtener un empleo ya que no recordaba su número completo del Seguro Social. De acuerdo con un artículo de prensa del 15 de septiembre de 2015, Benjaman Kyle ahora sabe su identidad anterior gracias al trabajo dirigido por el genealogista CeCe Moore y ha decidido no revelarlo públicamente con el fin de proteger a los miembros de su familia.

## Incidente y amnesia posterior
Benjaman Kyle cree que él iba pasando por Richmond Hill, Georgia, ya sea por la Ruta U.S. 17 o por la Interestatal 95 a finales de agosto de 2004. También puede haber estado en la carretera a causa del huracán Charley, que había golpeado a principios de ese mes.
El 31 de agosto de 2004 a las 5:00 a. m. un empleado de Burger King lo encontró inconsciente, quemado por el sol, y desnudo detrás de un contenedor de basura del restaurante. Tenía tres depresiones en su cráneo que parecían haber sido causadas por traumatismos y también tenía picaduras de hormigas rojas en su cuerpo. Después del hallazgo, los empleados llamaron al 911 y lo llevaron al Hospital St. Joseph's/Candler en Savannah. No tenía documento de identidad y fue anotado en los registros hospitalarios como "Burger King Doe".